# Sierra Maestra (catena montuosa)
La Sierra Maestra è una catena montuosa che si estende nella zona sud-orientale di Cuba soprattutto nelle province di Granma e di Santiago de Cuba.
La Sierra Maestra è il più elevato sistema montuoso presente a Cuba ed è ricco di minerali, soprattutto rame, manganese, cromo e ferro.
La vetta più alta è il Pico Turquino (1.974 m s.l.m.).

## Storia
La Sierra Maestra divenne il rifugio di Fidel Castro e dei Barbudos prima della presa del potere.
Egli fu inizialmente sconfitto dall’esercito di Batista il 2 dicembre 1956, pochi giorni dopo l’arrivo in provincia. Nonostante la disfatta riuscirono a scappare 12 uomini tra cui Che Guevara e lo stesso Fidel Castro che si nascosero tra queste montagne. Presso la Comandancia General de la Plata (Comando Generale de la Plata), Fidel Castro e i suoi seguaci pianificarono le strategie per la lotta antimperialista. Questo luogo è ancora in perfetto stato di conservazione.

## Turismo
Tra marzo e aprile il clima di Sierra Maestra è meno umido e caratterizzato da notti meno fredde ed è quindi il periodo maggiormente adatto per il turismo montano della zona.